# 凤霞中学
凤霞中学是中國的一所中學，位于广东省清远市清新县环城东路368号，由陈凤霞女士于1999年创办，至2006年有2800名學生。学校自创办以来一直资助贫困学生。